# Petar Bojović
Petar Bojović (srb. Петар Бојовић), srbski general, * 16. julij 1858, Miševiči, Srbija, † 19. januar 1945, Beograd, Srbija.
Sodeloval je v vseh oboroženih srbskih konfliktih med letoma 1876 in 1918:
- dveh osvobodilnih vojnah proti Turkom (1876, 1877-1878)
- srbsko-bolgarski vojni (1885)
- dveh balkanskih vojnah (1912, 1913)
- balkanskem bojišču (1914-1915)
- solunski fronti (1915-1918).

Leta 1916 je med težkim umikom preko Albanije nasledil bolnega generala Radomirja Putnika in postal načelnik štaba Vrhovne komande srbske vojske. Zaradi nesoglasij z zavezniki je položaj zapustil leta 1918 in ponovno prevzel poveljevanje prvi armadi.
Posebej se je odlikoval na solunski fronti, ko je s prvo armado srbske vojske prebil frontno črto in osvobodil oz. zasedel Prokuplje, Niš, Sofijo in Beograd. Tedaj so ga povzdignili v vojvodo (feldmaršala). Leta 1921 je nasledil mesto načelnika generalštaba za pokojnim generalom Mišićem. Upokojil se je leto kasneje.